# Окултизам
Окултизам (лат. occultus – „скривен”) се тумачи као скривено знање недоступно већини, доступно само појединцима који истражују духовну стварност која се налази изван домета чулног опажања. Методе које се примењују су проучавање езотеријских списа, медитација; с циљем досезања виших ступњева свести. Због своје духовне природе, окултизам је уско повезан с религијом. Равноправан појам је и езотерија.
Термин окултне науке коришћен је у Европи у 16. веку за означавање астрологије, алхемије и природне магије, које се данас сматрају псеудонаукама. Термин окултизам се појавио у Француској у 19. веку, где је почео да се повезује са различитим француским езотеријским групама повезаним са Елифасом Левијем и Папусом, а 1875. године га је у енглески језик увела езотеричарка Хелена Блаватски.
Теоријски, окултизам се односи на учења по којима све ствари, међусобно нужно повезане, припадају једној јединој целини захваљујући дејству тајанствених природних сила, које нису ни просторне ни временске. Практично гледано, то је бављење тим тајанственим силама, које се обично персонификују и призивају (као нпр. у Гетеовом Фаусту, I део, 1. сцена). Међу интересовања окултистичара спадају феномени телепатије, телекинезе, левитације и сл. 
У научном погледу окултизам је заблуда, док су уметници одувек показивали интересовање за појаве ове врсте, верујући да уметничко биће превазилази границе рационално-практичног понашања људи.

## Етимологија
Реч occultus први је употребио њемачки лекар Корнелиус Агрипа у књизи Окултна филозофија, објављеној 1533. године која представља најпознатије дело о магији у доба ренесансе. С друге стране реч окултизам први је изреком споменуо француски окултиста Елифас Леви 1856. године: „Усудили смо се прекопати по рушевинама бивших светилишта окултизма.”
Окултно (од латинске речи occultus „тајно, скривено, тајно”) је „знање о скривеном”. У уобичајеној употреби, окултно се односи на „знање о паранормалном”, за разлику од „знања о мерљивом”, које се обично назива науком. Термин се понекад узима да значи знање које је „намењено само одређеним људима” или које „мора да буде скривено”, али за теозофисткињу Хелену Блаватску то је једноставно проучавање дубље духовне стварности која се протеже даље од чистог разума и физичких наука. Термини езотерично и тајанствено такође се могу користити за описивање окултног, поред њихових значења која нису повезана са натприродним. Термин окултне науке коришћен је у 16. веку за означавање астрологије, алхемије и природне магије, које се данас сматрају псеудонаукама.
Најранија позната употреба термина окултизам је у француском језику, као l'occultisme. У овом облику појављује се у чланку А. де Летранжа који је објављен у Речнику нових речи (Dictionnaire des mots nouveaux) Жан-Баптисте Ричард де Рандонвилијера 1842. Међутим, у то време није био везан за појмом Ésotérisme chrétien, као што је тврдио Ханеграф, већ да опише политички „систем окултности” који је био усмерен против свештеника и аристократа.
Године 1853, масонски писац Жан-Мари Рагон је већ користио окултизам у свом популарном делу Maçonnerie occulte, повезујући га са ранијим праксама које су од ренесансе називане „окултним наукама” или „окултном филозофијом”, али и са скорашњом социјалистичким учењима Шарла Фуријеа. Француски езотеричар Елифас Леви је затим употребио тај термин у својој утицајној књизи о ритуалној магији Dogme et rituel de la haute magie, први пут објављеној 1856. године. Леви је био упознат са тим радом и можда је одатле позајмио термин. У сваком случају, Леви је такође тврдио да је представник старије традиције окултне науке или окултне филозофије. Због његове употребе термин окултизам је добио ширу употребу; према Февру, Леви је био „главни експонент езотеризма у Европи и Сједињеним Државама“ у то време. Термин окултизам се појавио у Француској у 19. веку, где је постао повезан са различитим француским езотеријским групама повезаним са Елифасом Левијем и Папусом.
Сматра се да је најранија употреба термина окултизам на енглеском језику у чланку „Неколико питања 'Хирафу'” из 1875. године, објављеном у америчком Спиритуалистичком часопису Spiritual Scientist. Чланак је написала Хелена Блаватски, руска емигранткиња која је живела у Сједињеним Државама и која је основала религију теозофије.
Разни писци двадесетог века на ову тему користили су термин окултизам на различите начине. Неки писци, као што је немачки филозоф Теодор В. Адорно у својим „Тезама против окултизма”, користили су овај термин као широк синоним за ирационалност. У својој књизи L'occultisme из 1950. године, Роберт Амаду је користио термин као синоним за езотеризам, приступ за који је каснији научник езотеризма Марко Паси сматрао да је оставио тај термин сувишним. За разлику од Амадуа, други писци су окултизам и езотеризам видели као различите, иако повезане, појаве. Током 1970-их, социолог Едвард Тирјакјан правио је разлику између окултизма, који је користио у односу на праксе, технике и процедуре, и езотеризма, који је дефинисао као религијске или филозофске системе веровања на којима се такве праксе заснивају. Ову поделу је првобитно усвојио рани академски научник езотеризма, Антоан Февр, иако ју је касније напустио; њу је одбацила већина научника који проучавају езотеризам.
До 21. века овај термин је био уобичајено коришћен – укључујући и академске научнике езотеризма – за означавање низа езотеричних струја које су се развиле средином 19. века и њихових потомака. Окултизам се стога често користи за категоризацију таквих езотеричних традиција као што су спиритуализам, теозофија, антропозофија, Херметички ред златне зоре и Њу Ејџ.
Другачију поделу користио је традиционалистички аутор Рене Гено, који је користио езотеризам да опише оно за шта је веровао да је традиционалистичко, унутрашње учење у срцу већине религија, док је окултизам пежоративно коришћен да опише нове религије и покрете које он није одобравао, нпр. као спиритуализам, теозофију и разна тајна друштва. Геноову употребу ове терминологије усвојили су каснији писци као што су Серж Хутин и Лук Бенва. Као што је приметио Ханеграф, Геноова употреба ових термина је укорењена у његовим традиционалистичким веровањима и „не може се прихватити као научно валидна”.
Термин окултизам потиче од старијег термина окулт, баш као што термин езотеризам потиче од старијег термина езотерија. Међутим, историчар езотеризма Воутер Ханеграф је изјавио да је важно направити разлику између значења појма окулт и окултизам. Окултизам није хомоген покрет и веома је разнолик.
Током своје историје, термин окултизам је коришћен на различите начине. Међутим, у савременој употреби, окултизам се обично односи на облике езотеризма који су се развили у деветнаестом веку и њихове деривације из двадесетог века. У дескриптивном смислу, коришћен је за описивање облика езотеризма који су се развили у Француској деветнаестог века, посебно у неомартинистичком окружењу. Према историчару езотеризма Антоану Февру, код езотеричара Елифаса Левија се први пут појављује „окултистичка струја која се правилно назива”. Други истакнути француски езотеричари који су се бавили развојем окултизма су Папус, Станислас де Геита, Жосефин Пеладан, Жоржес-Албер Пију де Пувурвил и Жан Брико.

## Тајна вештина
Окултизам је и веровање у окултне силе и пракса окултних наука.
Окултизам заступа постојање флуида путем којих се невидљиви свет рефлектује у видљивом, истражује аналогије и везе између видљивог и невидљивог, и однос између бића и видљивих појава. Залаже се за чување тајности догме и обреда. Окултизам у ужем смислу подразумијева сва окултна умећа и окултне науке.
Једнако тако, окултизам означава тајну вештину и процес спознаје више и недокучиве истине. Често се повезује и надопуњује религијским и филозофским елементима попут гностицизма, херметизма, неоплатонизма, кабале, телеме и теозофије.
Међу окултне науке убрајају се алхемија, астрологија, магија, херметизам, кабала и нумерологија.

## Негативно значење
Поменути појам често се користи и у негативном смислу. Штетан утицај приписује се разним покретима и особама које се везују уз сам окултизам. Покрети и појаве као што су сатанизам, спиритизам, црна магија, црна миса, као и појединци који се баве овим деловањима, описују се као штетни, намењени само стицању личне користи; или се једноставно тако тумаче због извођења тајних непознатих обреда који наводно захтевају људске жртве, проливање крви и слично.